# Bluetooth-meetsysteem
Het bluetooth-meetsysteem is een middel om verkeersinformatie te verkrijgen. Het systeem is in 2010 geïntroduceerd door de Nederlandse VerkeersInformatieDienst.

## Werking
Langs de weg worden bluetooth-detectiekasten hart op hart opgehangen. Wanneer een voertuig passeert dat een bluetooth-signaal uitzend, zoals een mobiele telefoon, navigatiesysteem, carkit enzovoorts, wordt de identificatiecode van het desbetreffende apparaat opgeslagen. Wanneer hetzelfde voertuig een stuk verderop het volgende detectiekastje passeert, kan aan de hand van de identificatiecode van het bluetooth-apparaat de reistijd berekend worden.
Aangezien er in circa 42% van de passerende voertuigen bluetooth-apparatuur aanwezig is, kan door middel van het bluetooth-meetsysteem verkeersinformatie ingewonnen worden. Echter: alleen de vertragingstijd kan gemeten worden, niet de lengte van de file.
Het voordeel van het bluetooth-meetsysteem is dat het goedkoper is maar even betrouwbaar als detectielussen. De energie van de kasten wordt meestal geleverd via een zonnepaneel.

## Locaties
Locaties waar bluetooth-meetsystemen te vinden zijn:

### Nederland
- A15, tussen Gorinchem en Nijmegen.
- A28, tussen Amersfoort en Groningen.
- N9, ter hoogte van Alkmaar.
- N11
- N302, tussen Lelystad en Enkhuizen.
- N702, ter hoogte van Almere.